# Lahti L–35
A Lahti L–35 öntöltő pisztolyt a finn származású Aimo Lahti tervezte, és 1935-1952 között gyártották. Nagyjából 9000 pisztoly készült négy gyártási sorozatban.
A fegyvernek volt egy retesz gyorsítója, hogy növelje a megbízhatóságot hideg vagy piszkos állapotban. Ez a fajta rendszer ritka volt pisztolyok esetében. A fegyver a német Luger P08 pisztolyra hasonlít.
A finn hadsereg a téli háború és a folytatólagos háború alatt használta, és ez volt a hivatalos szolgálati pisztoly egészen az 1980-as évekig, mikor felváltotta az FN HP-DA pisztoly.

## Az m/40 pisztoly
Az m/40 egy egyszerűsített és némiképp kevésbé megbízható változata az L–35-nek, mely Svédországban készült licenc alatt, és a svéd hadsereg használta 1940-től. A hivatalos svéd katonai jelölése a pisztolynak a Pistol m/40 volt, de úgy is ismert volt, mint a Husqvarna m/40 a gyár után, a Husqvarna közel 100 000 darabot gyártott belőle 1940 és 1946 között.
A szegényes minőségű acélt, melyet a gyártáshoz használtak, és a 9 mm-es géppisztolylőszert az 1960-as években (m/39B) vezették be, az m/60 pisztolyok závárzata az 1980-as években kezdett tönkremenni. Mint egy ideiglenes megoldásként a hadrendből kivont FN Model 1903 (Pistol m/07) pisztolyokat újból szolgálatba helyezték, majd ezeket váltották az új Glock pisztolyok. Az új fegyverekre történő csere az 1990-es években fejeződött be, majd a Glock 17 (Pistol 88) pisztolyt a svéd hadsereg, a Glock 19 (Pistol 88B) pisztolyt a svéd légierő rendszeresítette.

## Fordítás
- Ez a szócikk részben vagy egészben  a   Lahti L-35 című angol Wikipédia-szócikk ezen változatának fordításán alapul.  Az eredeti cikk szerkesztőit annak laptörténete sorolja fel. Ez a jelzés csupán a megfogalmazás eredetét és a szerzői jogokat jelzi, nem szolgál a cikkben szereplő információk forrásmegjelöléseként.